# Mesosa binigrovittata
Mesosa binigrovittata là một loài bọ cánh cứng trong họ Cerambycidae.